# Charles Léopold Louandre
Pour les articles homonymes, voir Louandre.

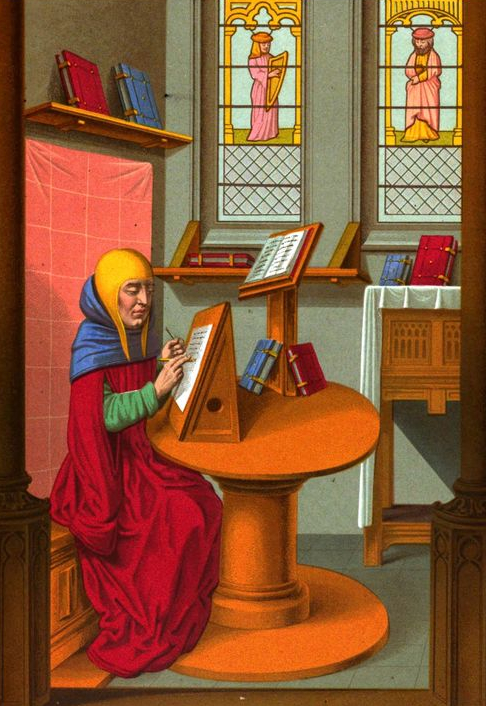
Calligraphie, miniature d'un Boèce manuscrit, illustration (t. 4 p. 174) de l'ouvrage "Les Arts Somptuaires" (1857-1858)

Charles Léopold Louandre, né le 15 mai 1812 à Abbeville et mort le 31 juillet 1882 à Abbeville, est un historien et un bibliographe français.

## Biographie
Comme son père, l'historien François César Louandre (1787 - 1862), il est né à Abbeville. Très jeune, il part suivre ses études à Paris, où il est reçu licencié es lettres. Il collabore à divers recueils de l'époque avant d'entrer en 1842 à la Revue des deux Mondes, où il reste jusqu'en 1854. Intéressé par l'histoire contemporaine et l'archéologie, ses articles, écrits parfois en collaboration avec Charles Labitte, et insérés dans cette revue et dans la Revue de Paris, finissent par le mettre en évidence. 
Après avoir quitté ces deux revues, il publie chez Charpentier, dans la collection Le Magasin de librairie, des ouvrages historiques d'érudition sur l'alimentation publique sous l'Ancien Régime, sur la noblesse, sur l'origine de la royauté, etc.
En 1855, il devient rédacteur en chef du Journal général de l'instruction publique, ainsi que du Journal des instituteurs. Il fait également partie du comité des travaux historiques de 1876 à 1882. Il intègre le groupe d'érudits, composé, entre autres, de Félix Bourquelot et de Ludovic Lalanne, qui aide Augustin Thierry, devenu aveugle et paralytique, à finir de rédiger la Collection des monuments de l'histoire du Tiers-État. À la mort de Thierry, en 1856, il poursuit et finit cette tâche avec Bourquelot. Avec ce dernier, Louandre poursuit l'écriture de la France littéraire, que Quérard avait abandonné au second volume. Tous deux, ils rédigent les tomes II, III et IV. Bourquelot finira les tomes V et VI avec Alfred Maury. Il est enterré avec son père au cimetière de la Chapelle d'Abbeville.

## Articles, publications et travaux
Outre ses articles dans la Revue des deux Mondes, la Revue de Paris, la Revue contemporaine, l'Encyclopédie moderne, Patria, etc., il a publié :
- La Poésie depuis 1830, 1842
- Fables de J. La Fontaine, suivies de Philémon et Baucis et des Filles de Minée, précédées de la vie d'Ésope et d'une préface par La Fontaine, édition « variorum », publiée par Charles Louandre, accompagnée d'une notice par Sainte-Beuve, 1844
- Du mouvement catholique, 1844
- Œuvres de Tacite, nouvelle traduction, Paris, Charpentier, 2 vol., 1845[3]
- Les Sociétés savantes de Paris et des départements, 1846
- De la production intellectuelle en France depuis quinze ans, 1847
- Jeanne d'Arc dans l'histoire et dans la poésie, 1847
- De l'histoire du jansénisme, 1847
- La littérature française contemporaine, 1848
- Les Provinciales, ou Lettres écrites par Louis de Montalte à un provincial de ses amis et aux RR. PP. Jésuites sur le sujet de la morale et de la politique de ces pères, Blaise Pascal, édition accompagnée de notes et précédée d'un précis historique sur le jansénisme par Charles Louandre , 1850
- Recueil des monuments inédits de l'histoire du Tiers État, avec Augustin Thierry, 4 vol., 1850-1870
- Statistique morale de la France, 1851
- La sorcellerie, 1852
- Les protestants français en Europe, 1853
- Du travail et des classes laborieuses dans l'ancienne France, 1853
- Savonarole et le radicalisme mystique, 1854
- Recherches nouvelles sur le règne de Louis XV, 1857
- Les arts somptuaires : histoire du costume et de l'ameublement et des arts industries qui s'y rattachent, Paris, édition Hangard-Maugé, dessins de Clus Ciappori, introduction générale et texte explicatif par Ch. Louandre, impressions en couleurs par Hangard-Maugé, 2 vol. de texte, 2 vol. de planches, 1857-58
- Dictionnaire de géographie et d'histoire, 1859
- De l'alimentation publique sous l'ancienne monarchie, Charpentier, collection le Magasin de librairie, Paris, 1860
- Dictionnaire usuel des Sciences, 1862
- Histoire de la littérature française par les monuments, 2 vol., 1864
- Guerre des Gaules : commentaires de J. César , traduction nouvelle, avec le texte, des notes et un index par Charles Louandre, 1868
- Histoire de l'industrie française et des gens de métiers, 1871-72
- Les idées subversives de notre temps, 1872
- Œuvres politiques de Machiavel, 1872
- Histoire agricole de la France : l'agriculture, les cultivateurs et la vie rurale, depuis l'époque gauloise jusqu'à nos jours
- Histoire financière de la France depuis les premiers temps de la monarchie jusqu'à nos jours
- Chefs-d’œuvre des conteurs français, 1873
- La magistrature française, les lois et les gens de loi depuis les premiers temps de la monarchie jusqu'à nos jours, 1873
- Les œuvres politiques de Benjamin Constant, 1875[4]
- La noblesse française sous l'ancienne monarchie , 1880

On lui doit aussi des éditions annotées de Molière, La Fontaine, Racine, Voltaire, Machiavel, Montaigne, etc.